# Partido Regionalista de Cantabria
Die Partido Regionalista de Cantabria („Kantabrische Regionalpartei“, kurz PRC) ist eine spanische Regionalpartei in Kantabrien. Sie positioniert sich in der politischen Mitte.  
Nach der politikwissenschaftlichen Einordnung in „nationalistische“, „autonomistische“ und „regionalistische“ Parteien, ist die Partido Regionalista de Cantabria der Gruppe der regionalistischen Parteien zuzuordnen.

## Geschichte
Seit Ende der Franco-Diktatur ist die PRC durchgehend im Regionalparlament vertreten, wobei sie Stimmenanteile zwischen 7 % (1983) und 29 % (2011) erzielte. Sie war 1995–2011 in Koalitionen mit der PP oder PSOE in der Regionalregierung vertreten und stellte 2003–2011 den Ministerpräsidenten der Region. Seit den Regionalwahlen 2015, bei denen sie mit knapp 30 % zweitstärkste Kraft wurde, stellt sie in einer Koalition mit der PSOE erneut den Ministerpräsidenten Kantabriens.
Bei den spanischen Parlamentswahlen 2019 zog sie mit einem Sitz erstmals in Abgeordnetenhaus ein. Mit 52.197 Stimmen (0,2 %) war sie dabei von der Stimmenanzahl die kleinste Partei der dies gelang.